# 公現祭

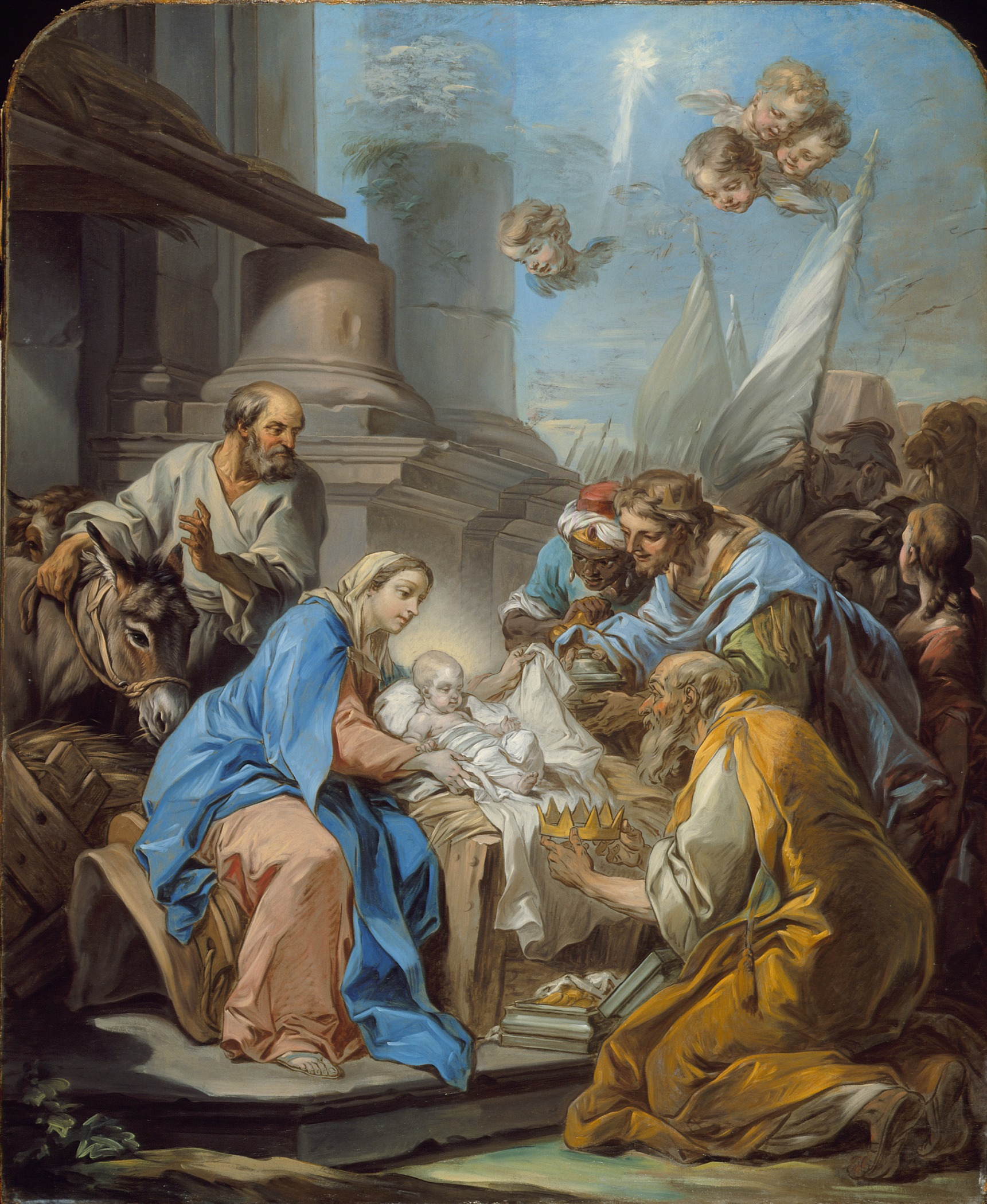
『東方三博士の礼拝』（シャルル＝アンドレ＝ヴァン＝ルー、1760年頃）。西方教会でのEpiphanyの記念内容。

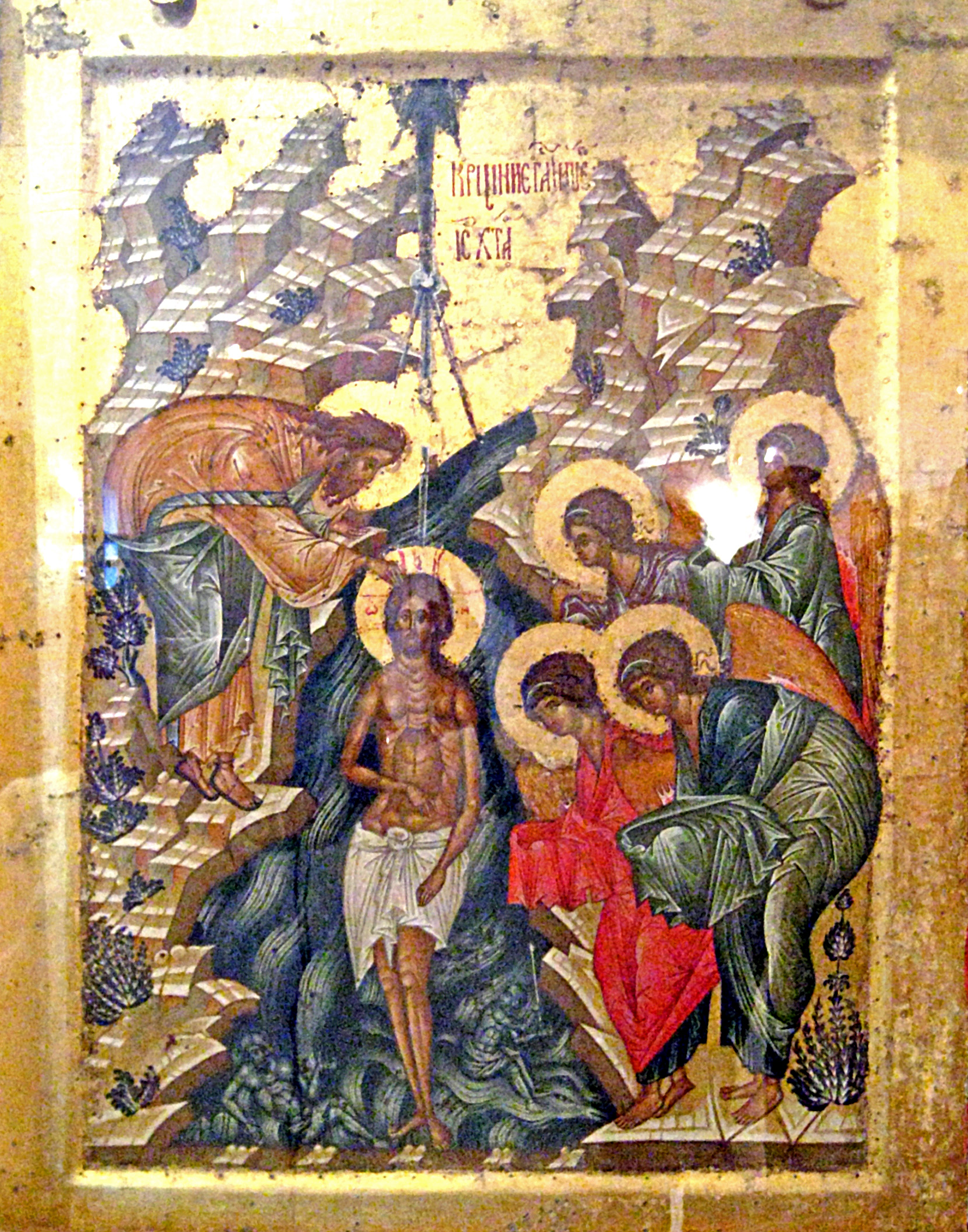
正教会の神現祭（主の洗礼祭）のイコン（1497年頃、キリロ・ベロゼルスキイ修道院）。正教会でのTheophanyの記念内容。

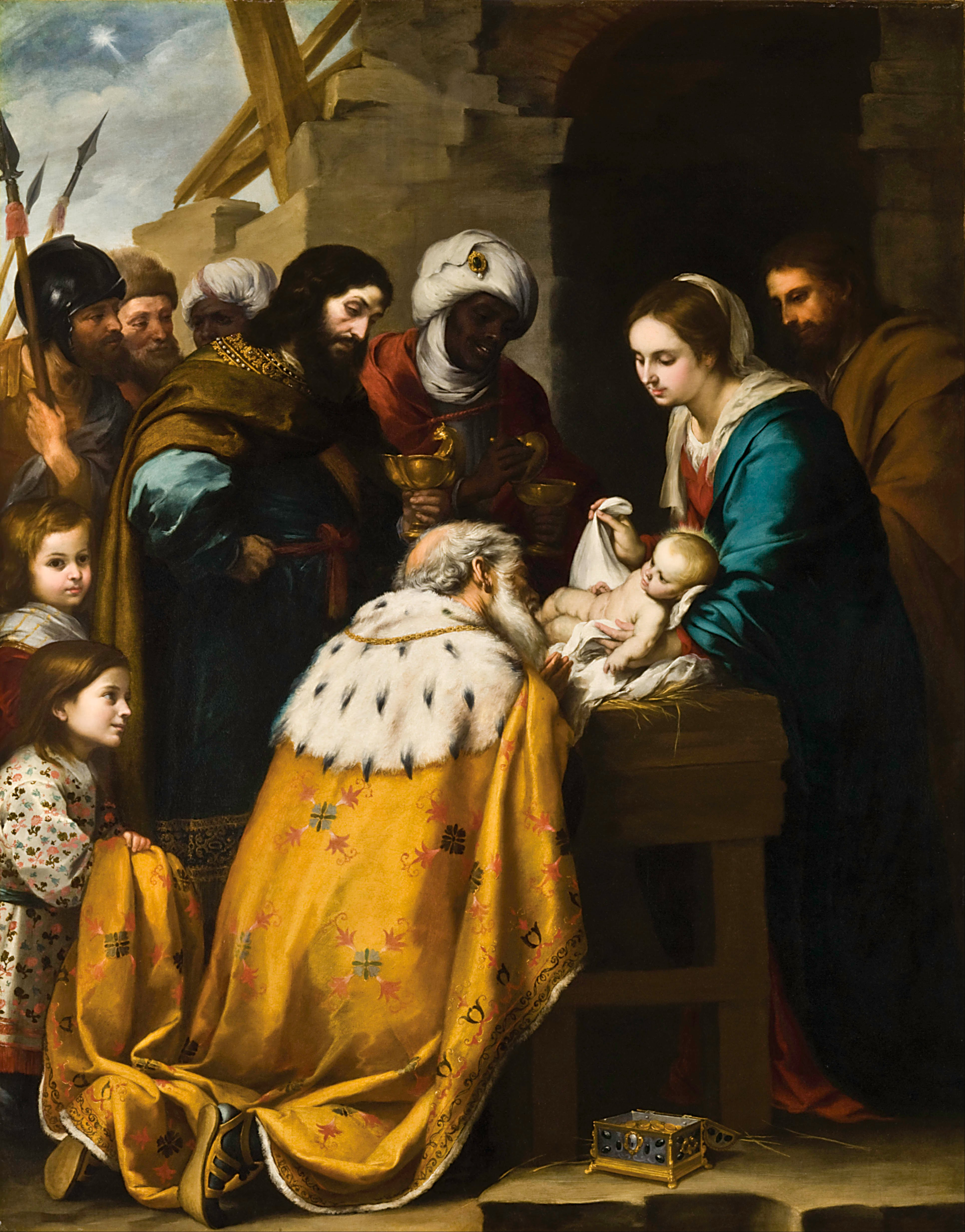
『東方三博士の礼拝』（バルトロメ・エステバン・ムリーリョ）

公現祭（こうげんさい、ギリシア語: ἐπιφάνεια, ラテン語: Epiphania Domini, フランス語: épiphanie, 英語: Epiphany）は、西方教会（カトリック教会・聖公会・プロテスタント諸派）において、異邦への救い主（イエス・キリスト）の顕現を記念する祝日。カトリック教会で「主の公現」とも表記される。聖公会ではこの祝日のことを顕現日（けんげんび）と呼び、対応する期節を顕現節（けんげんせつ）と呼ぶ。「主顕節」などとも呼ばれる。
元は東方教会の祭りであり、イエスの洗礼を記念するものであった。4世紀に西方教会に伝わり、現在の公現祭/顕現日となったが、西方教会ではイエスの洗礼の意味が失われ、幼子イエスへの東方の三博士の訪問と礼拝が記念の中心となり、異邦人に対する主の顕現として祝われるようになった。そして、イエスの洗礼の記念は、公現祭/顕現日の後日に祝われる。
正教会では東方教会における起源のまま、神現祭（しんげんさい、ギリシア語: Θεοφάνεια）もしくは主の洗礼祭（せんれいさい）と呼んでヨルダン川でのイエスの洗礼を記念し、三博士の礼拝は降誕祭で祭られている。
本項は西方教会における公現祭について詳述する。

## 西方教会
西方で公現祭が祭日として祝われたことを示す最古の記録は4世紀のアミアヌス・マルセリヌスの361年の著作に見られる。
西方教会では公現祭が取り入れられる前からイエスの誕生の記念として12月25日のクリスマスを祝う習慣があった。そこでもともとはイエスの誕生の記念であった1月6日の公現祭とクリスマスの位置づけの整合性を保つため、12月25日から1月6日までの12日間を降誕節としてイエスの誕生を祝うというようになった。
ラテンアメリカなどでは独自にクリスマスから2月2日の聖燭祭（ラテン語、スペイン語：カンデラリア）までの40日間を降誕の祝いとしている。

### カトリック教会、聖公会
カトリック教会では、一般的に1月6日に祝われる固定祭日であるが、現在の日本や米国などでは平日に信徒が教会に集まりにくいという社会事情にあわせて、1月2日から8日までの主日（日曜日）を「公現の主日」として祝っている。1970年代までのカトリック教会および1976年までの聖公会では、1月6日の公現祭（顕現日）から8日間の荘厳な祝いを行う習慣があった。1970年代以降もカトリック教会のある地域では公現祭の祝いを伝統にあわせてこの期間に行っている。
カトリック教会では公現祭のあとの最初の主日に「イエスの洗礼」を祝い、これをもって降誕節の終わりとしている。ただ日本やアメリカなど公現祭が移動祭日（主日に移動）になっている国で公現祭が1月7日あるいは8日に動くときには、その翌日の月曜日を「主の洗礼」また降誕節最終日とする。
聖公会では、顕現日前日までが降誕節、顕現日から「顕現節」とし、「顕現主日」といった移動祭日にはせず、顕現後第一主日を「主イエス洗礼の日」とする。

### ルーテル教会
ルーテル教会でも、伝統的にこの日が祝われてきた。ヨハン・ゼバスティアン・バッハのクリスマス・オラトリオの第6部が、この日の讃美である。
日本などのルーテル教会では、1月2日から8日の間の1月6日に近い日曜日を顕現主日とし、その次の主日を「主の洗礼日」とする。

## 世界各地の習慣

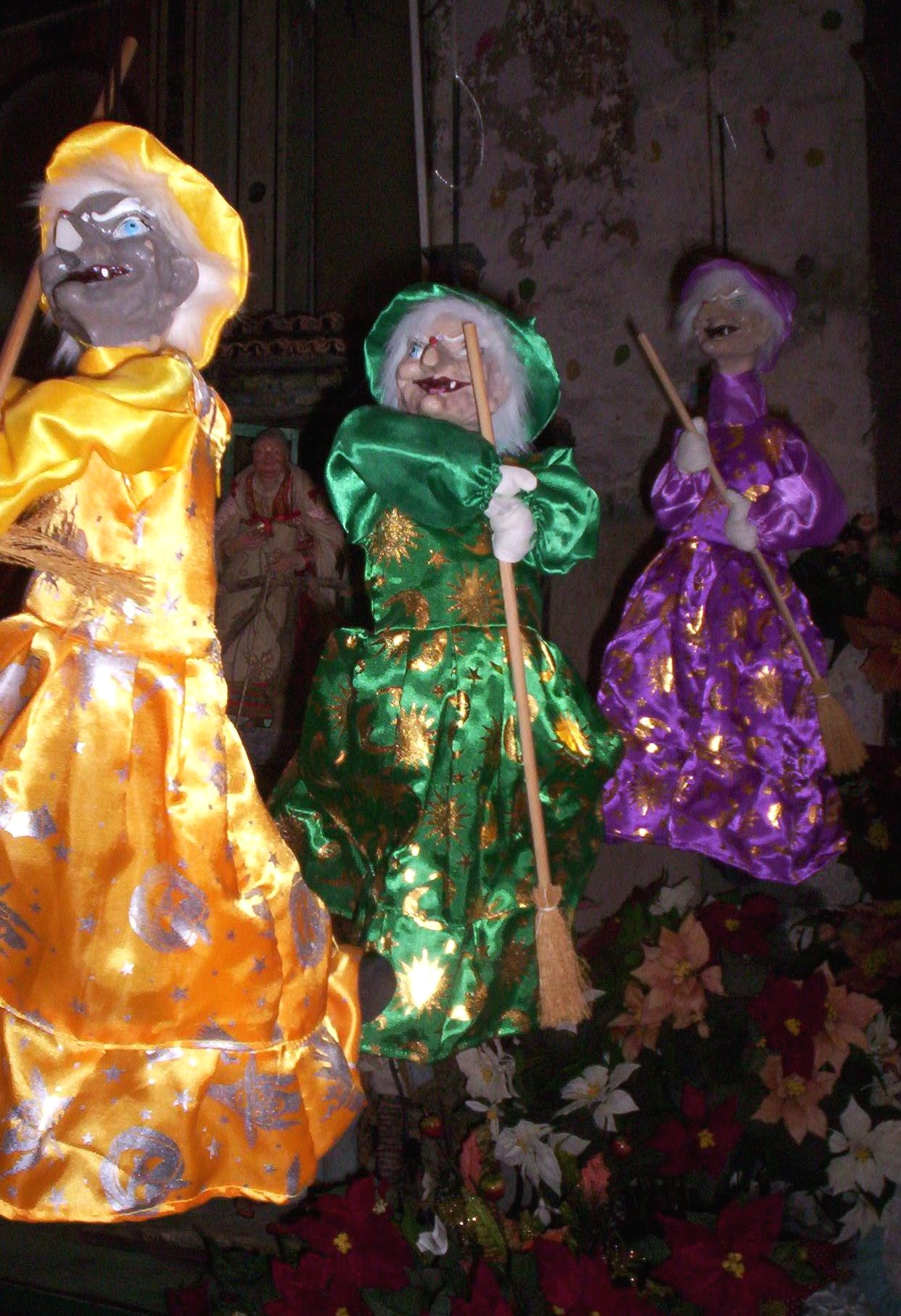
魔女のベファーナ

世界各地には公現祭に伴うさまざまな慣習がある。
ヨーロッパやアメリカ州のカトリック教会の信仰が盛んな地域では、この日にクリスマスツリーを片付け、豆や小さな人形、貴金属などを入れて焼いたケーキや菓子パンを切り分け、この豆などが当たった人をその日だけ王とする習慣があり、例えばフランスのガレット・デ・ロワなどがこれにあたる。この行事は古代ローマの農耕神サートゥルヌスの祭りサートゥルナーリアに由来する。
また、スペイン語圏、ポルトガル語圏やイタリアでは、子供たちがプレゼントをもらうのは伝統的にはクリスマスではなく公現祭の日（1月6日）である。東方の三博士がイエスに贈り物をもってきたという聖書の記述にちなむ風習である。